# George Dromgoole

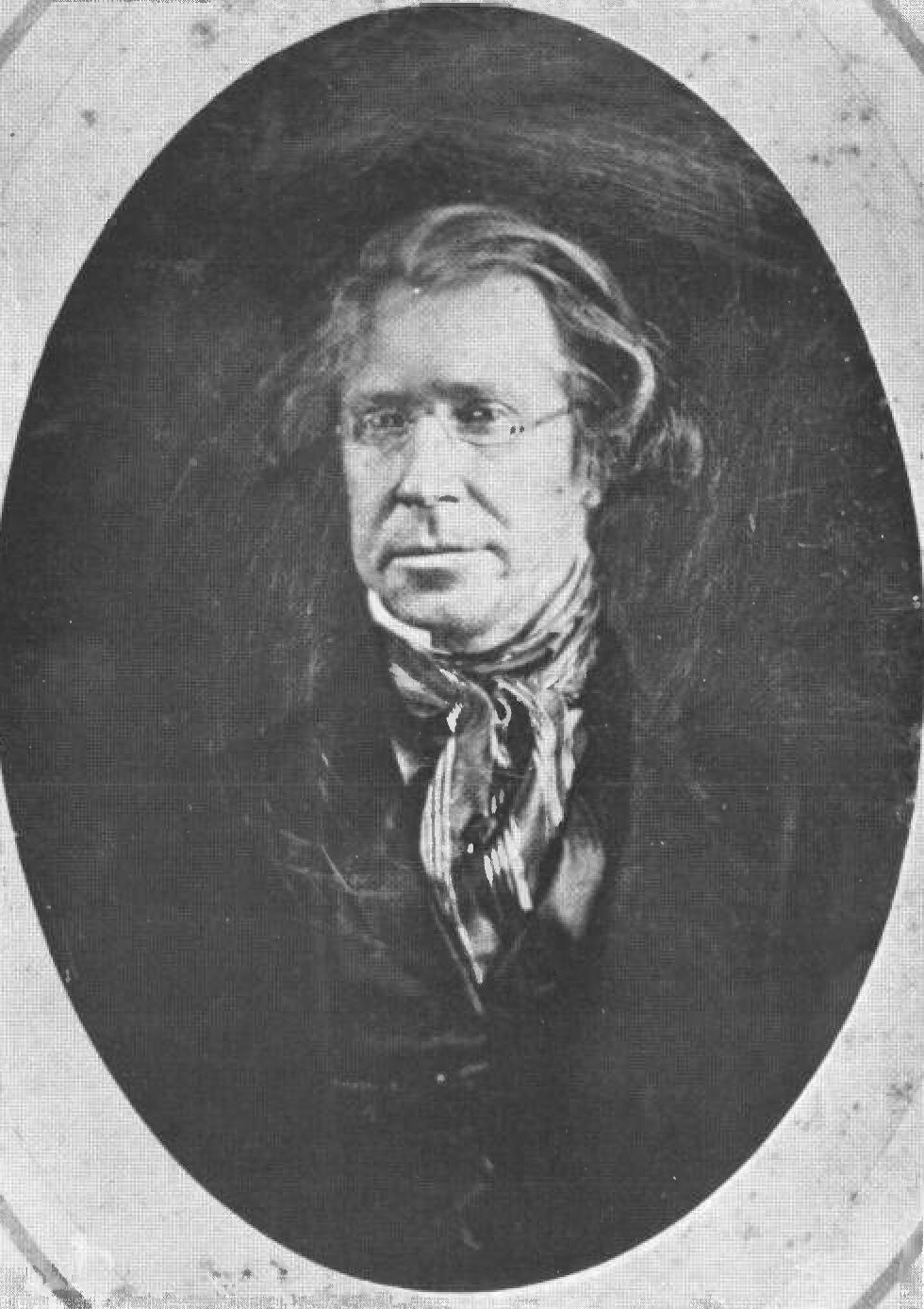
George Dromgoole

George Coke Dromgoole (* 15. Mai 1797 in Lawrenceville, Brunswick County, Virginia; † 27. April 1847 im Brunswick County, Virginia) war ein US-amerikanischer Politiker. Zwischen 1835 und 1847 vertrat er zweimal den Bundesstaat Virginia im US-Repräsentantenhaus.

## Werdegang
George Dromgoole besuchte die öffentlichen Schulen seiner Heimat. Danach wurde er ein erfolgreicher Pflanzer. Nach einem anschließenden Jurastudium und seiner Zulassung als Rechtsanwalt begann er auch in diesem Beruf zu arbeiten. Gleichzeitig schlug er in den 1820er Jahren als Anhänger des späteren US-Präsidenten Andrew Jackson eine politische Laufbahn ein. Später wurde er Mitglied der von diesem 1828 gegründeten  Demokratischen Partei. Zwischen 1823 und 1826 gehörte Dromgoole dem Abgeordnetenhaus von Virginia an. Danach saß er von 1826 bis 1835 im Staatssenat. Im Jahr 1829 war er Delegierter auf einer Versammlung zur Überarbeitung der Verfassung von Virginia. Außerdem war er General der Staatsmiliz.
Bei den Kongresswahlen des Jahres 1834 wurde Dromgoole im zweiten Wahlbezirk seines Staates in das US-Repräsentantenhaus in Washington, D.C. gewählt, wo er am 4. März 1835 die Nachfolge von George B. Cary antrat. Nach zwei Wiederwahlen konnte er bis zum 3. März 1841 drei Legislaturperioden im Kongress absolvieren. Im November 1837 tötete er einen Hotelbesitzer in Lawrenceville in einem Duell. In den folgenden Jahren wurde dieser Vorgang von der Presse und lokalen Politiker immer wieder diskutiert. Dromgoole suchte wegen Schuldgefühlen im Alkohol einen Ausweg und wurde zum Alkoholiker. Die ganze Situation führte im Jahr 1840 zu seinem Verzicht auf eine weitere Kandidatur für den Kongress.
Bei den Wahlen des Jahres 1842 wurde Dromgoole dann im fünften Distrikt seines Staates als Nachfolger von Robert Craig erneut in den Kongress gewählt, wo er nach zwei Wiederwahlen bis zu seinem Tod am 27. April 1847 verbleiben konnte. Seine letzten Jahre im US-Repräsentantenhaus waren von den Ereignissen des Mexikanisch-Amerikanischen Krieges geprägt.